# Melleroy

Melleroy este o comună în departamentul Loiret din centrul Franței. În 1 ianuarie 2022 avea o populație de 507 de locuitori.